# Psalm 23
Psalm 23 is een psalm in Psalmen in de Hebreeuwse Bijbel en een psalm van David.
De eerste zin van Psalm 23 luidt: "De HEER is mijn herder" en is een van de bekendste zinnen uit de Psalmen. In deze psalm spreekt de dichter over JHWH als zijn herder, die zijn leven richting geeft, zelfs in moeilijke omstandigheden. De psalm is op veel verschillende manieren berijmd en op muziek gezet. De psalm wordt soms geciteerd of gezongen bij moeilijke omstandigheden, zoals een begrafenis. 

## Interpretatie
De psalm wordt daarom soms beschouwd als een van de oudst bekende pastorales.
In het Hebreeuws staat het tetragram JHWH als een van de eerste en een van de laatste woorden van de psalm. Ze vormt hierdoor een inclusio. Het lied wordt ‘omringd’ door de aanwezigheid van JHWH.
Het beeld van God als herder en het volk als kudde komt al vroeg voor in de traditie van de Israëlieten (Genesis 48:15, 49:24) en komt ook voor in andere psalmen (28:9, 80:2, 95:7, 100:3). Het onderscheidende in deze psalm is het gebruik van het woord ‘mijn’, want meestal wordt het volk er mee bedoeld.
Wat in vers 4 als 'stok' wordt vertaald door de Nieuwe Bijbelvertaling wordt in Psalm 2:9 weergegeven als 'staf'. Het heeft volgens Jochem Douma dan ook geen zin om naar het verschil tussen 'stok' en 'staf' te zoeken. Het verschil valt volgens hem niet duidelijk uit bijbelse gegevens af te leiden.

## Berijmingen
- De Heer is mijn Herder, muziek Johannes Gijsbertus Bastiaans, tekst J.J.L. ten Kate
- Psalmberijming op Geneefse melodie: De God des heils wil mij ten herder wezen (berijming 1773)
- Idem: Ik Wil van God als van mijn Herder spreken van de hand van Martinus Nijhoff
- De Here is mijn Herder, muziek Willy Appermont, tekst NBG 1951
- De Heer's mijn Herder, muziek D. Grant, tekst J.C. van der Leek
- Zijn goedheid en genade, vertaling van Surely goodness and mercy, naar psalm 23:6, muziek John W. Peterson en Alfred B.
- Mijn Herder, eigentijdse verwoording van Psalm 23, tekst en muziek Anneke van Dijk-Quist

## Muziek
De tekst van Psalm 23 is gebruikt in:
- Der Herr ist mein getreuer Hirt (BWV112) van Johann Sebastian Bach (1731)
- Deel IV op Black, Brown and Beige van Duke Ellington (1958)
- Chichester Psalms van Leonard Bernstein (1965)
- 23rd Psalm op The Magnificent Moodies van The Moody Blues (1965)

1 · 2 · 3 · 4 · 5 · 6 · 7 · 8 · 9 · 10 · 11 · 12 · 13 · 14 · 15 · 16 · 17 · 18 · 19 · 20 · 21 · 22 · 23 · 24 · 25 · 26 · 27 · 28 · 29 · 30 · 31 · 32 · 33 · 34 · 35 · 36 · 37 · 38 · 39 · 40 · 41 · 42 · 43 · 44 · 45 · 46 · 47 · 48 · 49 · 50 · 51 · 52 · 53 · 54 · 55 · 56 · 57 · 58 · 59 · 60 · 61 · 62 · 63 · 64 · 65 · 66 · 67 · 68 · 69 · 70 · 71 · 72 · 73 · 74 · 75 · 76 · 77 · 78 · 79 · 80 · 81 · 82 · 83 · 84 · 85 · 86 · 87 · 88 · 89 · 90 · 91 · 92 · 93 · 94 · 95 · 96 · 97 · 98 · 99 · 100 · 101 · 102 · 103 · 104 · 105 · 106 · 107 · 108 · 109 · 110 · 111 · 112 · 113 · 114 · 115 · 116 · 117 · 118 · 119 · 120 · 121 · 122 · 123 · 124 · 125 · 126 · 127 · 128 · 129 · 130 · 131 · 132 · 133 · 134 · 135 · 136 · 137 · 138 · 139 · 140 · 141 · 142 · 143 · 144 · 145 · 146 · 147 · 148 · 149 · 150 · 151